# Галле, Александр Фридрихович

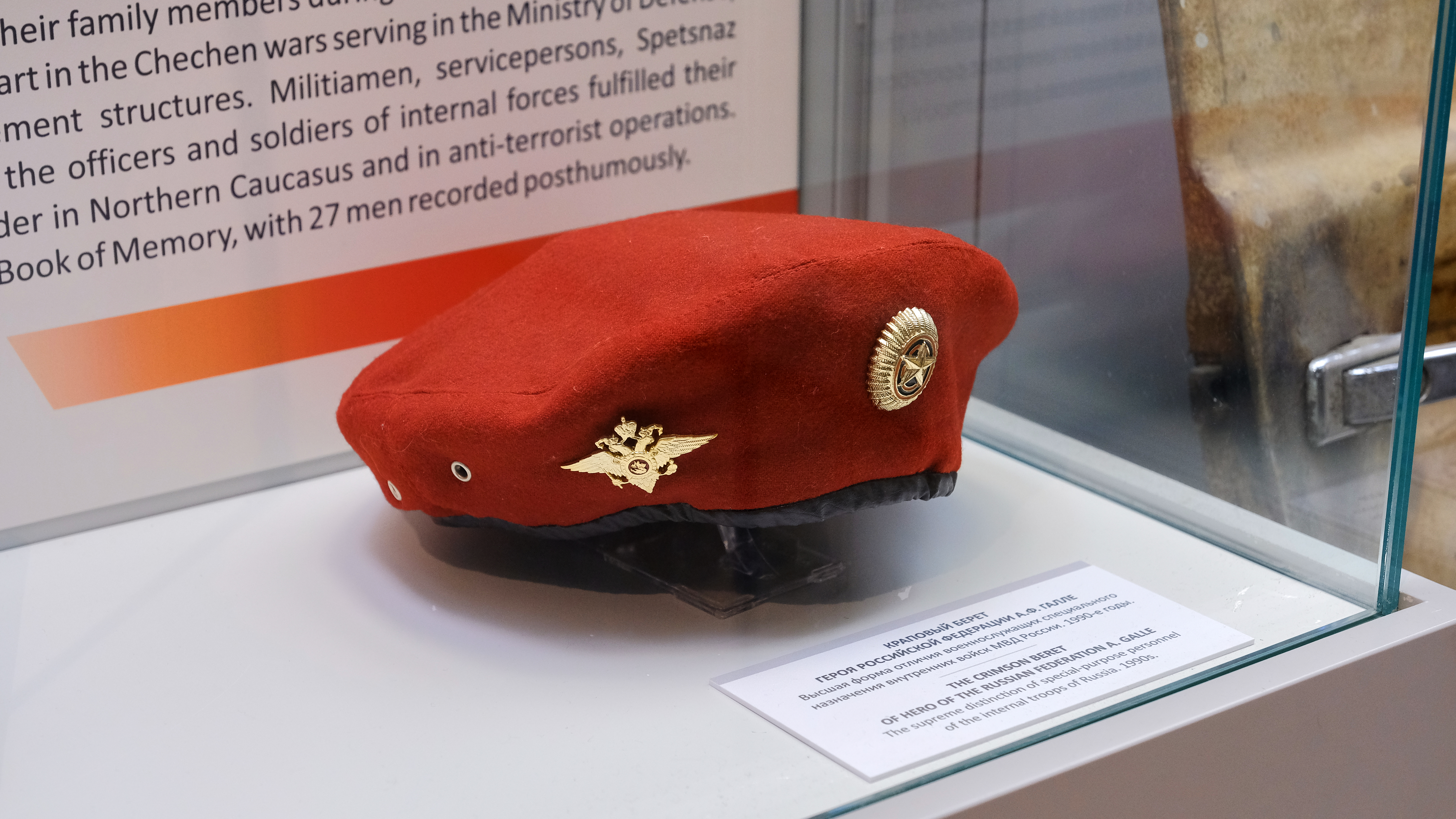
Краповый берет А. Ф. Галле (Новосибирский краеведческий музей)

Александр Фридрихович Галле (17 апреля 1976, Садовое, Московский район — 18 мая 1996, Гудермесский район, Чечня) — сержант Внутренних войск МВД Российской Федерации, участник Первой чеченской войны, Герой Российской Федерации.

## Биография
Александр Галле родился 17 апреля 1976 года в селе Садовое Московского района Чуйской области Киргизской ССР. По национальности немец. Вместе с семьёй переехал в посёлок Красный Яр Новосибирского района Новосибирской области, где окончил школу № 30. 13 декабря 1994 года Галле был призван на службу во Внутренние войска Российской Федерации. До июня 1995 года служил в 4-й учебной роте учебного батальона войсковой части номер 3287 в Новосибирске, затем был переведён в войсковую часть номер 3377 в Железногорске. 4 сентября 1995 года Галле написал рапорт об откомандировании в «горячую точку», и в октябре того же года убыл в должности механика-водителя БТР группы специального назначения в Чечню. В составе сводного отряда спецназа «Рысь» Сибирского округа внутренних войск МВД РФ выполнял специальные задания.
6-9 марта 1996 года в ходе уличных боёв в Грозном Галле находился в составе штурмовой группы по ликвидации боевиков в Октябрьском районе. Несмотря на массированный вражеский огонь, он три раза прорывался из района боёв в Ханкалу, куда вывез на бронетранспортёре более двадцати раненых и погибших. Бронетранспортёр Галле не мог пробиться к своим более суток. Когда его признали погибшим, он вернулся живым.
18 мая 1996 года на проведение инженерной разведки вдоль полотна железной дороги на участке Джалка-Ханкала выехали 2 БТР с бойцами отряда специального назначения. Бронетранспортёр, которым управлял Галле, подорвался на замаскированном фугасе. Так как взрыв произошёл под левым передним колесом, весь удар пришёлся на Галле, но тот, теряя сознание, сумел вывести машину в безопасное место. От полученных ранений он скончался.

## Награды
Указом Президента Российской Федерации № 1381 от 31 декабря 1997 года за «мужество и героизм, проявленные при выполнении специального задания» сержант Александр Галле был посмертно удостоен высокого звания Героя Российской Федерации.

## Память
Приказом Министра внутренних дел России от 27 января 2003 года Галле навечно был зачислен в списки личного состава войсковой части номер 3377.